# Діедр
Діедр — вид многогранника, що складається з двох многокутних граней, які мають спільний набір ребер. У тривимірному евклідовому просторі він вироджений, якщо його грані плоскі, тоді як у тривимірному сферичному просторі діедр із плоскими гранями можна розглядати як лінзу, прикладом якої є фундаментальна область лінзового простору L(p,q).
Зазвичай мають на увазі, що правильний діедр складається з двох правильних многокутників, і це дає йому символ Шлефлі {n,2}. Кожен многокутник заповнює півсферу з правильним n-кутником на великому колі (екваторі) між ними.
Двоїстим многогранником n-кутного діедра є n-кутний осоедр, у якому n двокутних граней мають дві спільні вершини.

## Як многогранник
Діедр можна вважати виродженою призмою, що складається з двох (плоских) n-сторонніх многокутників, з'єднаних внутрішніми сторонами, тому отриманий об'єкт має нульову висоту.

## Як мозаїка на сфері
Як сферична мозаїка діедр може існувати в невиродженому вигляді з n-сторонніми гранями, що покривають сферу. Кожна грань цього діедра є півсферою з вершинами на великому колі. (Грань правильна, якщо вершини розташовані на рівній відстані одна від одної.)
Правильний многогранник {2,2} самодвоїстий і є одночасно осоедром та діедром.
| Малюнок          |       |       |       |       |        |
| Шлефлі           | {2,2} | {3,2} | {4,2} | {5,2} | {6,2}… |
| Коксетер         |       |       |       |       |        |
| Грані            | 2 {2} | 2 {3} | 2 {4} | 2 {5} | 2 {6}  |
| Ребра та вершини | 2     | 3     | 4     | 5     | 6      |

## Нескінченнокутний діедр
У границі діедр стає нескінченнокутним діедром у вигляді 2-вимірної мозаїки:

## Дитоп
Правильний дитоп — це n-вимірний аналог діедра із символом Шлефлі {p, …q, r,2}. Дитоп має дві (n-1)-вимірні грані {p, … q, r}, які мають спільну (n-2)-вимірну грань.